# Франц фон Валдбург-Волфег-Валдзее
Франц Ксавер Йозеф Фридрих фон Валдбург-Волфег-Валдзее (на немски: Franz Xaver Joseph Friedrich Fürst von Waldburg zu Wolfegg und Waldsee; * 11 септември 1833, Волфег; † 14 декември 1906, Волфег) е имперски наследствен трушес, наследствен граф и 3. княз на Валдбург-Волфег-Валдзее.

## Биография
Той е най-големият син на 2. княз Фридрих Карл Йозеф фон Валдбург-Волфег-Валдзее (1808 – 1871) и съпругата му графиня Елизабет фон Кьонигсег-Аулендорф (1812 – 1886), дъщеря на граф Франц Ксавер фон Кьонигсег-Аулендорф (1787 – 1863) и графиня Мария Анна Наги-Кароли (1793 – 1848).
В камерата на Вюртемберг Франц фон Валдбург-Волфег-Валдзее е в различни комисии. Той умира на 73 години на 14 декември 1906 г. във Волфег.

## Фамилия
Франц фон Валдбург-Волфег-Валдзее се жени на 19 април 1860 г. в Мюнхен за графиня София Леополдина Лудовика фон Арко-Цинеберг (* 14 ноември 1836, дворец Цайл; † 21 декември 1909, Волфег), дъщеря на граф Максимилиан Йозеф Бернхард фон Арко-Цинеберг (1811 – 1885) и графиня Леополдина фон Валдбург-Цайл-Траухбург (1811 – 1886). Те имат 7 деца:
- Фридрих Леополд Мария Йозеф Михаел (* 29 септември 1861, Валдзее; † 21 април 1895, Англия), наследствен граф на Валдбург-Волфег-Валдзее, 1887 г. йезуит
- Максимилиан Вунибалд Мария Йозеф Сервациус (* 13 май 1863, Валдзее; † 27 септември 1950, Кур), 4. княз на Валдбург-Волфег-Валдзее, женен на 26 юли 1890 г. в Хорин при Мелник за принцеса Сидония фон Лобковиц (1869 – 1941)
- Йозеф Август Мария Паул Вилибалд (* 15 март 1864, Валдзее; † 29 април 1922, Валдзее), граф на Валдбург-Волфег-Валдзее
- Мария Леополдина Йозефа Валбурга Елизабет (* 6 януари 1866, Валдзее; † 14 юли 1905, Рим), монахиня
- Елизабет Бона Мария Валбурга Йозефа (* 3 декември 1867, Валдзее; † 16 февруари 1947, Вайнсберг), омъжена на 8 септември 1893 г. във Волфег за граф Антон Мария Алфред Фридрих Леополд Хубертус фон Щолберг-Вернигероде (1864 – 1905)
- Лудвиг Мария Йозеф Вунибалд Петрус Пиус (* 27 октомври 1871, Валдзее; † 24 юни 1906, Баден-Баден), граф на Валдбург-Волфег-Валдзее, женен на 17 февруари 1902 г. в Залцбург за графиня Анна Елизабет фон Гален (1881 – 1970)
- Хайнрих Мария Вилибалд Йозеф Станислаус (* 30 март 1874, Волфег; † 19 февруари 1949, Зонтхофен), граф на Валдбург-Волфег-Валдзее, женен на 7 юни 1934 г. в Англия за Фредерика Мария Кауфман-Марвин (1899 – 1987)

## Галерия
- София, род. фон Арко-Цинеберг
- Дворецът във Валдзее
- Дворец Волфег